# George Huntington
George Huntington (9 de Abril de 1850 – 3 de Março de 1916) foi um médico norte-americano conhecido por ter descrito a doença de Huntington.
Nasceu em Ohio, filho de George Lee Huntington (1811-1881) e neto de Abel Huntington (1778-1858), ambos médicos, pelo que também ele everedou por esta profissão. Entrou para a Universidade Columbia, em Nova Iorque, pela qual se graduou aos 21 anos. Um ano depois escreveu o trabalho académico referente à doença, que foi publicado no "Medical and Surgical Reporter" de Filadélfia a 13 de Abril de 1872.
William Osler disse em relação ao trabalho que "Na história da Medicina existem poucas doenças que tenham sido descritas com tamanha precisão e brevidade."
Não deve ser confundido com George Sumner Huntington, anatomista que frequentou a mesma universidade.